# Pedrera de Coll Girant
La Pedrera de Coll Girant, o Pedrera de Pumanyà, és una antiga explotació d'extracció de pedra per a la construcció del terme municipal de Monistrol de Calders, al Moianès.
Actualment roman del tot abandonada. Està situada al nord-est de la masia de la Païssa i a ponent del lloc on hi ha restes de la masia de Pumanyà, al sud-est de la masia de la Coma. És a l'esquerra de la Golarda i a la dreta del torrent de Colljovà, just al damunt i nord-est del Coll Girant.